# Henry LeTang
Henry LeTang (19 juin 1915 - 26 avril 2007) est un danseur et chorégraphe américain qui a travaillé pour le théâtre, la télévision et le cinéma. Il a aussi été professeur de danse.
Henry LeTang est né à Harlem, il était le deuxième enfant de Clarence, né sur l'île de la Dominique dans les Caraïbes et de sa femme Marie, émigrante venue de St. Croix. Le couple possédait une boutique de réparation de phonographes. Tous leurs enfants se sont intéressés à la musique, en plus de son engagement dans la danse, Henry jouait du violon. À 17 ans il ouvrait son premier studio, une seule petite salle, avec un piano. Dans les décennies qui suivirent, il travailla avec de nombreuses personnalités dont Lena Horne, Betty Hutton, Billie Holiday, Eleanor Powell, Lola Falana, Peter Gennaro, Leslie Uggams, Joey Heatherton (en), Chita Rivera, Ben Vereen, Debbie Allen, Hinton Battle, Savion Glover, Maurice (en) et Gregory Hines.
Henry LeTang concevait les numéros de danse pour de nombreux spectacles de Broadway dont dans les années 1940 : My Dear Public et Dream with Music. Le premier show de Broadway qu'il conduisit de bout en bout fut en 1952 Shuffle Along avec Eubie Blake. Vingt-six ans plus tard il était nommé pour le Tony et Drama Desk Award pour son travail dans Eubie !, un hommage musical et dansé au musicien. Il fut nommé une seconde fois aux Tony Awards pour Sophisticated Lady (1981) et l'emporta finalement en 1989 avec Black And Blue.
À l'écran, Henry LeTang se distingue notamment avec The Cotton Club (1984) de Francis Ford Coppola et Tap (1989). Pour la télévision il a chorégraphié le Garry Moore Show pendant 7 ans, ainsi que le téléthon à de nombreuses reprises. Il a aussi créé des numéros pour George Balanchine et Milton Berle. Son dernier projet fut le film biographique Bojangles consacré à Bill Robinson, alias Bill Bojangles Robinson, en 2001.
À la fin de sa vie, il tenait toujours un studio de danse dans lequel il enseignait des master class, à Las Vegas au Nevada. Plusieurs fois par an il voyageait à New York pour dispenser son enseignement.
Henry LeTang est décédé à Las Vegas à 91 ans.